# Arroyo Tropa Vieja
Der Arroyo Tropa Vieja ist ein im Süden Uruguays gelegener Fluss.
Der linksseitige Nebenfluss des Arroyo Pando befindet sich auf dem Gebiet des Departamentos Canelones in dessen 17. Sektor. Nördlich von Marindia aus dem Piedra del Toro und dem del Cisne entstehend, fließt er zunächst in westliche Richtung und unterquert dabei die Ruta 87. Nach einer Verlaufsänderung Richtung Süden setzt er sodann seinen Weg, die Ruta Interbalnearia unterquerend, durch Neptunia fort, um sodann auf dem Stadtgebiet nahe der Küste an der Grenze zu El Pinar in den Arroyo Pando zu münden.